# Platysenta indigens
Platysenta indigens är en fjärilsart som beskrevs av Walker 1857. Platysenta indigens ingår i släktet Platysenta och familjen nattflyn. Inga underarter finns listade i Catalogue of Life.